# 恆力集團
恆力集團有限公司，簡稱恆力集團（英語：Hengli Group Co., Ltd.，在1994年，由陳建華 （董事長兼總裁）以369萬元人民幣（42.5萬美元）收購前身為「南麻鎮辦集體織造廠」，在1970年成立，更名為「吳江化纖織造廠」，業務在中國內地和全球經營炼油、石化、聚酯新材料、精細化工、薄膜、貿易和纺织全产业链 。

## 历史[3][4]
1994年，陳建華 （董事長兼總裁）以369萬元人民幣（42.5萬美元）收購前身為「南麻鎮辦集體織造廠」，更名為「吳江化纖織造廠」。
1997年至2001年，吴江化纤织造厂有限公司新建三分厂和宏建分厂。
2002年，吴江化纤织造厂有限公司更名江苏恒力化纤有限公司，总投资22亿元人民幣（2.65億美元）。
2010年4月10日，恆力石化的「恒力石化（大连长兴岛）产业园」位於大连长兴岛（填海區）正式投產。
2011年，恆力石化的「恒力（南通）纺织新材料产业园」位於南通正式投產。
2016年，恆力集團旗下恆力石化以108億元人民幣（16.734億美元）通过借壳大橡塑上市，同年6月，變更為「恆力石化股份有限公司」，而主要股東變更為恆力集團有限公司，實際控制人為陳建華和范紅衛夫婦。
2017年8月，恒力集團被美國財富雜誌全球500強，排名為268位，以378.8億美元營業額，利潤為8.21億美元，資產為148.38億美元，總合計股東權益為54.98億美元。
2018年8月，恒力集團以8.2億元人民幣（1.2億美元），收購從林道藩先生、陆巧秀女士将所持松发股份29.91%。  
2020年8月，恒力集團被美國財富雜誌全球500強，排名為107位，以805.883億美元營業額，利潤為20.768億美元，資產為337.73億美元，總合計股東權益為51.99億美元。
2021年8月2日，恒力集團被美國財富雜誌全球500強，排名為67位，較去年上升40位，以1007.731億美元營業額，利潤為23.727億美元，資產為407.747億美元，總合計股東權益為73.22億美元，股東權益收益率為32.4%，淨資產收益率為5.8%，營業額收益率為2.4%，屬於中國企業內的淨資産收益率排名第2位。
2022年，恒力集團以营业收入113536.0百万美元被美國財富雜誌全球500強，排名為75位。